# Colla Castellera La Global de Salou
La Colla Castellera La Global de Salou era una colla castellera de Salou, al Tarragonès, fundada el 25 de març de 2009 per un grup inicial de 60 persones, amb Francesc Xavier Magarolas Sole com a primer cap de colla, i amb José Martínez Manzano com a primer president. El nom de la colla fa referència al desig de representar tota la ciutadania de Salou i integrar les persones nouvingudes.
Els anys 2009 i 2010 va descarregar el pilar de 4. L'1 de maig de 2011 va descarregar el seu primer castell de sis, un 4 de 6, en una actuació a L'Esquirol, amb els Nyerros de la Plana i els Xerrics d'Olot. El 8 de maig carregaren el 3 de 6, castell que descarregaren el 3 de juliol a Rubí. El 7 d'agost de 2011 realitzaren la seva millor actuació fins aquell moment, descarregant 3 de 6 amb l'agulla, 3 de 6 i 4 de 6 a Salou. El març del 2013 la colla va decidir suspendre la seva activitat en quedar-se amb tan sols 7 membres i no poder dur a terme assajos ni actuacions, i el 6 de maig la junta de la Coordinadora de Colles Castelleres de Catalunya va aprovar-ne oficialment la baixa com a membre.

## Estadístiques
Durant els anys que estigué activa, entre el 2009 i el 2012, La Global de Salou va provar set construccions diferents, des del pilar de 4 fins al 2 de 6. El màxim castell que assolí va ser el 3 de 6 amb l'agulla, aconseguit el 2011, any en què van fer la seva millor temporada.

### Per temporades
La taula següent mostra el nombre de castells descarregats (D) i carregats (C), excloent-ne intents i intents desmuntats, fets per la Colla Castellera La Global de Salou entre el 2009 i el 2012.
| Castell | Pde4 | Pde4 | Pde4cam | Pde4cam | Pde4ps | Pde4ps | 4de6 | 4de6 | 3de6 | 3de6 | 3de6a | 3de6a |
| Temp.   | D    | C    | D       | C       | D      | C      | D    | C    | D    | C    | D     | C     |
| ------- | ---- | ---- | ------- | ------- | ------ | ------ | ---- | ---- | ---- | ---- | ----- | ----- |
| 2009    | 3    |      |         |         |        |        |      |      |      |      |       |       |
| 2010    | 3    | 1    |         |         |        | 1      |      |      |      |      |       |       |
| 2011    | 22   |      |         | 1       |        |        | 3    |      | 4    | 1    | 1     |       |
| 2012    | 8    |      |         |         |        |        | 1    |      |      |      |       |       |
| Total   | D    | C    | D       | C       | D      | C      | D    | C    | D    | C    | D     | C     |
| Total   | 36   | 1    |         | 1       |        | 1      | 4    |      | 4    | 1    | 1     |       |

### Global
La següent taula mostra el resultat dels castells provats per la Colla Castellera La Global de Salou entre el 2009 i el 2012.
| Castell                     | Descarregat | Carregat | Intent | Intent desmuntat | Total |
| --------------------------- | ----------- | -------- | ------ | ---------------- | ----- |
| 2 de 6                      | –           | –        | 2      | 1                | 3     |
| 3 de 6 amb l'agulla         | 1           | –        | –      | 4                | 5     |
| 3 de 6                      | 4           | 1        | 3      | 16               | 24    |
| 4 de 6                      | 4           | –        | –      | 5                | 9     |
| Pilar de 4 caminant         | –           | 1        | –      | –                | 1     |
| Pilar de 4 aixecat per sota | –           | 1        | –      | –                | 1     |
| Pilar de 4                  | 36          | 1        | –      | 1                | 38    |
| Total                       | 45          | 4        | 5      | 27               | 81    |
| Percentatge                 | 55,6%       | 4,9%     | 6,2%   | 33,3%            | 100%  |